# Рандьо Николов
Рандьо Николов Атанасов, известен като Рандьо Николов, е български комунист, революционер, интербригадист.

## Биография
Роден е на 15 декември 1896 г. в ямболското село Недялско. Член е на БКП от 1919 г.
Взема участие в Септемврийското въстание през 1923 г. От 1930 до 1936 г. живее в Съветския съюз. Участва в Гражданската война в Испания от 1936 до 1939 г. След края ѝ е вкаран в лагер във Франция, където остава до 1941 г.
От 1942 до 1944 г. е по лагери в България. На 30 декември 1944 г. със заповед № 312 е назначен с чин майор за помощник-командир на шести артилерийски полк, смятано от 15 септември 1944 г. След 1944 г. е кмет на Стралджа.
Награден е с орден „За храброст“ IV ст., 1 кл. и югославски орден „За храброст“.